# 施爾馬赫綠洲
施爾馬赫綠洲（英語：Schirmacher Oasis）是南極洲的高原，位於毛德皇后地的阿斯特里德公主海岸，屬於格魯伯山脈的一部分，長25公里、寬3公里，平均海拔高度100米，面積34平方公里，是一片極地沙漠。
70°45′30″S 11°38′40″E / 70.75833°S 11.64444°E